# Жанлис
Жанли́с (фр. Genlis) — коммуна во Франции, находится в регионе Бургундия. Департамент коммуны — Кот-д’Ор. Входит в состав кантона Жанлис. Округ коммуны — Дижон.
Код INSEE коммуны — 21292.

## Население
Население коммуны на 2010 год составляло 5613 человек.
| 1962 | 1968 | 1975 | 1982 | 1990 | 1999 | 2010 |
| ---- | ---- | ---- | ---- | ---- | ---- | ---- |
| 2264 | 3219 | 4129 | 4936 | 5241 | 5259 | 5613 |

## Экономика
В 2010 году среди 3665 человек трудоспособного возраста (15—64 лет) 2776 были экономически активными, 889 — неактивными (показатель активности — 75,7 %, в 1999 году было 71,9 %). Из 2776 активных жителей работали 2445 человек (1256 мужчин и 1189 женщин), безработных было 331 (156 мужчин и 175 женщин). Среди 889 неактивных 325 человек были учениками или студентами, 322 — пенсионерами, 242 были неактивными по другим причинам.